# 冬月 (駆逐艦)
冬月（ふゆつき）は、日本海軍が太平洋戦争後半で運用した駆逐艦。秋月型駆逐艦の8番艦である。艦名は「冬の月」より。
秋月型は、この冬月以降で船体各部形状の簡略化・艦橋の大型化などの変更が加えられたため、冬月型として区分する分類法もある。
「つ」に濁点が付いた艦名が、海上自衛隊の護衛艦「ふゆづき」に継承された。

## 概要
日本海軍が舞鶴海軍工廠で建造した秋月型駆逐艦。
1943年（昭和18年）5月8日、起工。1944年（昭和19年）5月25日に竣工して、訓練部隊の第十一水雷戦隊に所属した。
6月末から7月初旬にかけて、第五艦隊各艦とともに小笠原諸島および硫黄島方面への緊急輸送作戦に従事した。
7月中旬には、軽巡洋艦長良や練習巡洋艦鹿島等とともに、沖縄方面輸送作戦に従事した。
7月15日、日本海軍は秋月型駆逐艦2隻（冬月、霜月）で第41駆逐隊を編制する。
8月10日、第41駆逐隊は空母「雲龍」、軽巡洋艦「五十鈴」と共に東京湾方面の警戒任務に従事した。
10月中旬、第41駆逐隊は軽巡「大淀」の横須賀～内海西部回航を護衛するが、10月12日にアメリカ潜水艦「トレパン」に襲撃され、被雷した「冬月」は艦首に損傷を受けた。10月17日には姉妹艦の「涼月」もアメリカ潜水艦の雷撃で艦首を損傷し、2隻ともレイテ沖海戦に参加できなくなった。またレイテ島増援作戦（多号作戦）支援のため第二遊撃部隊に編入されていたが、戦闘には参加していない。
11月15日、第61駆逐隊の解隊により、姉妹艦「涼月」が第41駆逐隊に編入される。また空母機動部隊と第十戦隊の解隊により、第41駆逐隊も第二艦隊麾下の第二水雷戦隊に所属した。
「冬月」の修理は11月18日に完成した。修理後、「冬月」と「涼月」は空母「隼鷹」のフィリピン輸送作戦を護衛する。戦艦「榛名」と駆逐艦「槇」を加えた内地への帰路ではアメリカ潜水艦の集団に襲われ、「隼鷹」と「槇」が被雷して損傷した。
1945年（昭和20年）4月上旬、第41駆逐隊は第二艦隊の沖縄水上特攻作戦に参加する。4月7日の戦闘（坊ノ岬沖海戦）で「冬月」の損傷は軽微だった。
4月20日、第二水雷戦隊の解隊にともない、第41駆逐隊は第三十一戦隊に編入される。また第二艦隊の解隊により、第三十一戦隊も連合艦隊附属になった。
5月20日、第三十一戦隊は新編の海上挺進部隊に編入された。「冬月」は小規模な対空戦闘に参加したあと、終戦の日を迎える。
8月20日、門司港で機雷により損傷、艦尾を切断する。特別輸送艦に指定されたが復員航海には従事せず、工作艦として掃海作戦を支援した。任務終了後、佐世保に回航され上部構造物を撤去する。1948年（昭和23年）5月より、「冬月」と「涼月」「柳」は北九州市若松区若松港の防波堤として利用された（軍艦防波堤）。

## 艦歴

### 建造経緯
1941年（昭和16年）度計画（マル急計画）による乙型一等駆逐艦の第361号艦。舞鶴海軍工廠で1943年（昭和18年）5月8日に起工した。当初は三菱長崎造船所で建造される予定であったが、艦型変更と線表改訂により舞鶴での建造に変更された。
10月1日、第361号艦は正式に「冬月」と命名され、同日付で秋月型駆逐艦に類別された。
1944年（昭和19年）1月20日、進水し、同日付で横須賀鎮守府に入籍。
4月21日付で、横田保輝少佐が臨時艤装員長に任命される。
5月5日、横田少佐は艤装員長の職務を解かれた。
後任の艤装員長として作間英邇中佐が着任した。作間は駆逐艦「綾波」が第三次ソロモン海戦で沈没した時の駆逐艦長で、その後は駆逐艦「玉波」艦長等を歴任していた。
冬月は5月25日に竣工した。同日付で、作間中佐は正式に「冬月」の初代駆逐艦長となる。

### 第十一水雷戦隊
就役後、「冬月」は訓練部隊の第十一水雷戦隊に編入され、瀬戸内海に回航されて訓練に従事する。
6月17日夜、大本営陸軍部（参謀総長東条英機陸軍大将）はサイパンの地上兵力を支援するため、第五艦隊と輸送艦によるサイパン島強行輸送作戦を決定、これを「イ号作戦」と呼称した。
6月18日、東條参謀総長の指導下であらためてサイパン島奪還作戦が立案され、確保任務を「イ号作戦」（第五艦隊担当）、7月上旬予定のサイパン島地上総攻撃を「ワ号作戦」、全作戦を「Y号作戦」と呼称することになった。その骨子は、戦艦「山城」と第五艦隊を基幹とする艦艇群でサイパン島周辺の米艦隊を突破し、陸軍増援部隊を同島へ強行輸送するというものだった。「冬月」は小発動艇2隻搭載可能と判定され、横須賀海軍工廠での改造工事を下令される。だが6月19日～20日のマリアナ沖海戦で日本海軍は大敗する。大本営では激論が起きたが、最終的にサイパン島奪還作戦は中止された。
日本軍は、サイパン島向けに準備されていた兵力を、後方要域に転用することになった。まず「イ」号作戦部隊として横浜に待機していた歩兵第145連隊・各種砲兵隊・戦車第26連隊等が小笠原兵団に編入された（大陸命第1038号）。これら陸軍兵力を、第十一水雷戦隊と第五艦隊（「多摩」「木曾」など）が硫黄島方面に輸送する。硫黄島方面作戦を「伊号作戦輸送/い号輸送作戦」と称し、高間完少将（第十一水雷戦隊司令官）が指揮官となった。
作戦実施前の6月22日、「冬月」は「第4号輸送艦」と「第104号輸送艦」とともに呉を出撃して横須賀に向かい、同地で機銃増備工事を受けた。
第十一水雷戦隊旗艦の軽巡洋艦「長良」、駆逐艦2隻（冬月、松）、「第4号輸送艦」で第一輸送隊を編成し、6月29日に横須賀を出撃した。父島で輸送物件や部隊を揚陸後、7月1日に駆逐艦「清霜」など共に輸送艦を護衛して父島を出港し、7月3日に横須賀へ帰投した。同日付で、豊田副武連合艦隊司令長官は伊号輸送部隊の編成を解いた。
「冬月」は「長良」や「清霜」とともに東京湾で短期間訓練を行った後、7月9日に横須賀を出港して7月11日に呉に到着した。

### 第四十一駆逐隊
1944年（昭和19年）7月15日付で、秋月型駆逐艦2隻（霜月、冬月）により第41駆逐隊が編成される。駆逐隊司令には、駆逐艦「雪風」艦長や第21駆逐隊司令等を務めた脇田喜一郎大佐が任命された。脇田は司令駆逐艦を「冬月」に指定した。
同時期、日本海軍は南西諸島やフィリピン方面に増援輸送作戦を実施していた。
7月中旬、第十一水雷戦隊（司令官・高間完少将）は軽巡洋艦「長良」、重巡洋艦「摩耶」、練習巡洋艦「鹿島」、駆逐艦5隻（浦風、清霜、朝雲、竹、冬月）という艦艇で、陸軍諸部隊の沖縄方面輸送作戦「ろ号作戦」を実施する。出撃時の輸送部隊は、高間少将（十一水戦司令官）直率の主隊（長良、摩耶、鹿島）と「冬月」艦長指揮の警戒隊（冬月、清霜、竹、朝雲、浦風）という編成である。小発動艇2隻を積んでいた「冬月」には、兵員約250の搭載が見込まれた。
北九州門司に集結した「ろ号輸送部隊」は、7月15日に中津湾を出港する。7月17日に沖縄島南東部中城湾へ到着した。ここで、先行した第二輸送隊（摩耶、朝雲、浦風）と、第三輸送隊（冬月、清霜、竹）に分離する。第三輸送隊は南大東島への緊急輸送を行った。宮古島に向かった第二輸送隊は内地に帰投せず、そのままリンガ泊地へ向かった。第三輸送部隊は、輸送任務を終えて7月18日夜に中城湾へ帰投した。
7月19日、残りの輸送部隊は沖縄を出発する。帰路、「冬月」で機関故障があったが、翌日の内地帰投をもってろ号輸送部隊は解散した。帰投後、「冬月」ではディーゼル発電機のクランクシャフト折損が判明する。しかし、翌7月23日には出動訓練に加わった。
同時期、アメリカ軍機動部隊が硫黄島や小笠原諸島に空襲を敢行していた。これに対処するため連合艦隊は空母「雲龍」を基幹とする急襲部隊（指揮官小西要人「雲龍」艦長、空母「雲龍」、軽巡洋艦「五十鈴」、第41駆逐隊（霜月、冬月））を編成した。急襲部隊は第三航空艦隊（長官吉良俊一中将） の指揮下に入り、「雲龍」は東京湾に進出した。「冬月」も8月11日に呉を出港し、8月13日に横須賀に到着した。当時シンガポール方面にいた「霜月」も内地に戻り合流、それぞれ訓練に従事した。連合艦隊旗艦の軽巡「大淀」も東京湾におり、「大淀」の水上偵察機は急襲部隊の対空射撃訓練に協力した。「雲龍」が出動する事態は生起せず、9月下旬には機動部隊に復帰命令が出される。「冬月」は9月21日から25日の間に横須賀海軍工廠に入渠した。9月26日に横須賀を出発、瀬戸内海に回航される。翌日、「雲龍」と第41駆逐隊は呉に到着した。
10月6日、第41駆逐隊（冬月、霜月）は横須賀に向かう。10月12日、第41駆逐隊は軽巡洋艦「大淀」を護衛して横須賀を出港し、大分に向かう。同日夕刻、御前崎の173度80海里の遠州灘に差し掛かったところで アメリカ潜水艦「トレパン (USS Trepang, SS-412) 」の雷撃を受けた。トレパンは相手を2隻の扶桑型戦艦と2隻の秋月型駆逐艦と判断し、魚雷を6本発射して戦艦と駆逐艦に1本ずつ命中させたと判定した。続いて艦尾発射管から「大淀」に対して魚雷4本を発射したが、この攻撃は失敗した。魚雷は「冬月」の艦首に命中し、18番フレームより先が折損して垂下した。戦死者1名。沈没には至らなかったが、発揮可能速力14ノットに低下する。「大淀」と別れた「冬月」は自力航行で内海西部へ移動。呉に入港し、呉海軍工廠にて修理が行われた。脇田大佐（41駆司令）は司令駆逐艦を「霜月」に変更した。「冬月」は捷号作戦に参加できなかった。また修理の際、艦首形状は直線型に改められた。

### 第二水雷戦隊
「冬月」修理中の11月15日、日本海軍は第一機動艦隊および第三艦隊を解隊する。第一海上護衛隊の空母「海鷹」と「神鷹」以外の航空母艦は、第一航空戦隊（連合艦隊附属）にまとめられた。機動部隊の護衛をになっていた第十戦隊も解隊された。この措置により、第41駆逐隊は第二艦隊麾下の第二水雷戦隊に編入され、同日付で解隊された第61駆逐隊から「涼月」「若月」が編入される。ただし、「若月」は11月11日にレイテ島オルモック湾で島風などと共に沈没しており（第三次多号作戦）、第41駆逐隊への編入は書類上の事である。第二水雷戦隊は軽巡洋艦「矢矧」（内地待機）、第2駆逐隊、第17駆逐隊、第41駆逐隊となった。
「冬月」の修理は11月18日頃に終わった。
11月20日、第一水雷戦隊の解隊と二水戦統合に伴い、第一水雷戦隊司令官木村昌福少将は第二水雷戦隊司令官に任命される。
11月23日、第41駆逐隊（冬月、涼月）はマニラ方面への『緊急輸送作戦』に従事する空母「隼鷹」（第一航空戦隊）を護衛して呉を出撃した。
隼鷹隊は11月30日にマニラに到着して軍需品を陸揚げしたあと、12月3日に馬公に到着した。ここで、日本に戻る途中の戦艦「榛名」 や駆逐艦「槇」と合流する。
12月6日、「榛名」艦長重永主計大佐の指揮下で馬公を出港する。佐世保入港直前の12月9日未明、部隊は野母崎沖でアメリカ潜水艦のウルフパックに発見された。「レッドフィッシュ (USS Redfish, SS-395) 」の魚雷が命中した「隼鷹」は、中破したが佐世保に帰投できた。続いて「槇」が「シーデビル (USS Sea Devil, SS-400) 」か「プライス (USS Plaice, SS-390) 」の雷撃で損傷した。この輸送作戦の際、「冬月」は「涼月」ともども荒天に見舞われた際に船体にシワが発生した。
当時、連合艦隊と第一航空戦隊は航空母艦から発進する特別攻撃隊について準備をすすめていた。最初の構想時点では「龍鳳」を母艦に想定していたが、雲龍型航空母艦に変更される。第一航空戦隊では神武特別攻撃隊と呼称しており、一航戦司令官古村啓蔵少将は雲龍型2隻（天城、雲龍）と秋月型駆逐艦4隻（当時、就役艦〈冬月、涼月〉。他は未就役）による機動部隊の出撃を連合艦隊に意見具申した。しかし一航戦の意見具申の段階で、連合艦隊はすでに神武特別攻撃隊の母艦運用を断念していたとみられる。
「冬月」の修理は呉海軍工廠で行われ、12月27日までに終了。その後は瀬戸内海で訓練を行った。艦長が酔ったまま操艦し、座礁する一幕もあったという。この頃、艦橋左右に機銃台を設置し、25ミリ3連装機銃2基を増設、全体で7基となった。電探も22号電探が1基、13号電探が2基となった。
1945年（昭和20年）1月3日、第二水雷戦隊司令官は木村昌福少将から古村啓蔵少将へ交代した。
1月10日、第41駆逐隊から「霜月」と「若月」が除籍され、同隊は「冬月」と「涼月」の2隻になった。
3月1日付で作間大佐（「冬月」駆逐艦長）は第43駆逐隊司令へ転出、山名寛雄中佐（当時、「霞」駆逐艦長）が二代目艦長に任命された。また第41駆逐隊司令として、駆逐艦「風雲」初代艦長等を歴任した吉田正義大佐が着任する。吉田司令は「冬月」に将旗を掲げた。
3月19日、呉軍港空襲 で対空戦闘を行った。3月23日から27日まで呉海軍工廠第四船渠に入渠する。出渠後は（第一航空戦隊）を中心とする海上特攻隊（指揮官伊藤整一中将）とともに三田尻沖に移動した。事前の研究会で、戦艦「大和」を護る能力を持つ艦は長十センチ高射砲を装備する秋月型2隻（冬月、涼月）しかなく、輪形陣の防空に大きな期待をかけることは出来ないことが確認されたが、輪形陣の半径を1.5〜2 kmとする以上の妙案はでなかった。対空戦闘に備え砲塔の外周をロープでかこむなどの準備を行う。3月29日、「大和」と「冬月」は紫電改（第三四三海軍航空隊所属）を敵機と間違えて誤射した。

### 坊ノ岬沖海戦
1945年（昭和20年）4月上旬、第二水雷戦隊の健在艦は、菊水作戦にともなう海上特攻作戦（坊ノ岬沖海戦）に参加する。出撃前の燃料・弾薬補給で、「冬月」と「涼月」は「花月」より各艦魚雷2本を受け取った。
4月6日、水上特攻部隊は徳山沖を出撃した。第二艦隊は連合艦隊より4月8日朝の沖縄突入を艦隊の航路と通過時刻付きで命令されており、作戦の説明を受けた「冬月」の吉田司令は、僅か8隻の駆逐艦で白昼に敵の大艦隊に飛び込んでも潰されるだけなのに、「これは中央の命令だからしょうがない」と言われ、「ああ、そうかい、そうかい。それじゃあ行って潰れりゃあいいんだな」と最初から諦めていたという。

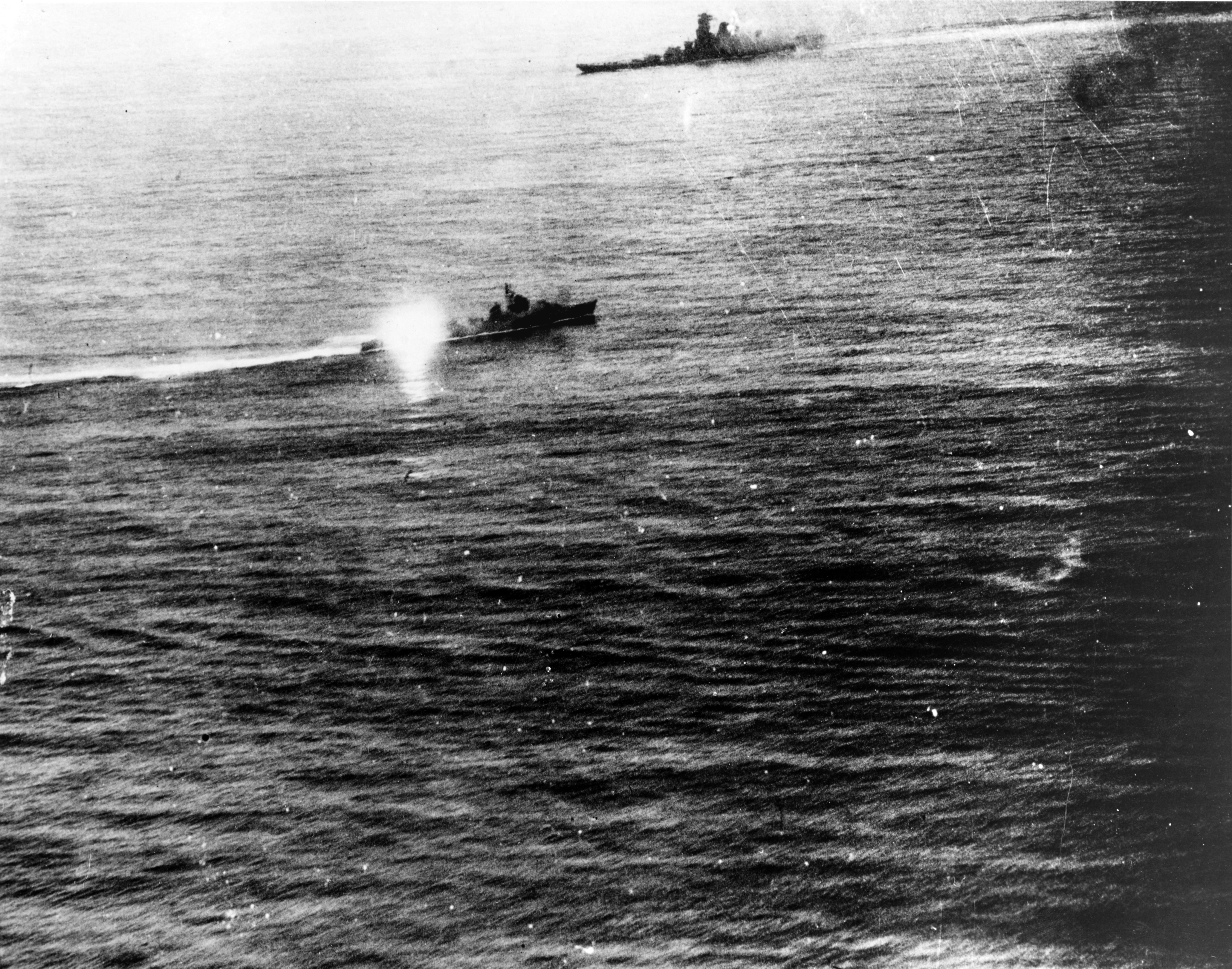
1945年4月7日、天号作戦での「冬月」。後部高角砲発砲の瞬間。後方は戦艦「大和」。アメリカ軍撮影。

翌4月7日、海上特攻隊はアメリカ第58任務部隊（マーク・ミッチャー中将）の艦上機による空襲を受けた。本格的な戦闘になる前、機関故障により落伍していた「朝霜」が集中攻撃を受けて撃沈されていた。第二水雷戦隊の戦闘詳報には「冬月三〇度方向ニ朝霜交戦中ラシキ砲煙ヲ認ム」と記録されている。8隻となった第二水雷戦隊は、軽巡（旗艦）「矢矧」が輪形陣の先頭に立ち、「大和」の右舷後方（左舷後方）に「冬月」（涼月）が占位した。だが回避行動を優先するため、輪形陣はすぐに崩れ、個艦での対処を余儀なくされる。「冬月」は戦闘開始からまもなくF4U戦闘機が発射したロケット弾2発を受けたがいずれも不発ですみ、主砲発令所（戦死1名）と第一缶室（戦傷者なし）に被害が出た。ジャイロコンパスも破損している。被弾以降、「冬月」では長10センチ高角砲の統一射撃ができなくなり、各砲塔の独自照準となった。戦闘詳報では「冬月」の戦死者12名・負傷者12名と記録されているが、佐世保帰投後に20名が死亡したとされる。また魚雷1本（5本とも）が艦底を通過しており、「冬月」を重巡洋艦と間違えて魚雷深度を5 - 6 m（「冬月」の吃水は4 m）に調整した為とみられる。
アメリカ機動部隊艦載機・第二波攻撃隊によれば、13時30分時の水上特攻部隊は、「大和」と直衛4隻（冬月、初霜、雪風、霞）、孤立した軽巡洋艦（涼月）と駆逐艦（艦名不詳、「浜風」は既に沈没）、損傷した軽巡（矢矧）と随伴駆逐艦（磯風）の三群にわかれていたという。「冬月」は「大和」の左舷に位置して米軍機と交戦したが、14時すぎになると、「大和」の沈没は時間の問題となった。吉田司令によれば、「大和」が戦闘不能の場合、横付けして乗組員を救助する取り決めだったが、「大和」の転覆が近いと見た吉田は「様子を見る事にした」と回想している。「冬月」は惰性で進む「大和」の後方を航行し、その転覆と爆沈を見届けた。
14時23分に大和が沈没すると、吉田司令（「冬月」座乗）は「冬月、初霜、雪風ヲ以テ生存者ヲ救助ノ後再起ヲ計ラントス」と発信した。
古村二水戦司令官はこの時点で漂流中のため、吉田大佐（第41駆逐隊司令）が「冬月」より遊撃部隊の指揮をとった。連合艦隊司令部から特攻作戦中止の命令が届いたのは約3時間後の17時50分で、この時点で作戦は中止されていなかった。「雪風」（艦長寺内正道中佐）からは残存艦のみでの沖縄突入を促す意見具申があったが、「冬月」（吉田司令）は「極力生存者ヲ救助セヨ　人員救助シ再擧ヲ計ラントス」と返信。「雪風」は「冬月」に「速（）カニ行動ヲ起サレテハ如何」と再度通信し、沖縄突入を促した。
「冬月」から生存者を救助せよとの命令が再度下されると、寺内艦長は「そうと決まれば最後の一人まで救え」と「雪風」を救援作業に従事させたが、「こんなだらしのない水雷戦隊を見たことがない。魚雷が残っているのに何事だ」と憤激していたともいう。
戦闘終盤、2機のPBY飛行艇が着水して米軍墜落機の救助を始めると、これに対し「冬月」が発砲する一幕もあった。「冬月」に救助された「大和」の副電測士も、「冬月」の米飛行艇への発砲を目撃しているが、対空戦闘が続けられていたという認識である。アメリカ側では、PBYに救助されたパイロットの証言に「日本の駆逐艦は射撃しつつ近づいてきた」とあり、PBY搭乗者の証言に「日本の駆逐艦の主砲弾は海上の味方パイロットの200ヤード以内に落ちていた」とある。2機のPBYは味方パイロット1名のみ急いで救助し、そのパイロットの部下2名は発見できないまま飛び去ったが、帰り際、大破炎上し航行不能状態の「涼月」へ機銃掃射を浴びせた。このPBYの報復行為は「雪風」艦上から目撃され、将兵らを激怒させたが、「雪風」は更なる報復行為を行わず味方の救助のみ行った。
「冬月」は装載艇を降ろして森下信衛第二艦隊参謀長や吉田満少尉以下、「大和」の生存者約100名を救助した。つづいて航行不能の「霞」の救援に向かい、接舷して乗員を救助後、16時57分に雷撃で処分した。
さらに健在3隻（冬月、初霜、雪風）は「矢矧」の沈没地点へ向かい、乗組員を救助した。17時20分、二水戦司令官古村啓蔵少将は「初霜に救助され、遊撃部隊の旗艦は「冬月」（吉田41駆司令）から「初霜」（古村二水戦司令官）に移った。古村少将は「初霜」より「冬月」に「涼月ヲ護衛シ至急佐世保ニ回航セヨ」と命ずるが、同時に「状況ニ依リテハ涼月ヲ処分シテ差支ナシ」とも通達している。「冬月」は「涼月」を発見できぬまま佐世保へ向かった。
記録によれば、「冬月」は「大和」「矢矧」「霞」の乗組員合計約600名以上を救助した。
4月8日朝、「冬月」は各隊に単独帰投中の「涼月」の掩護を要請した。「初霜」「雪風」「冬月」は同日午前中に佐世保に帰投した。午後、「涼月」は単艦で佐世保に帰投した。「冬月」の修理は4月10日から16日まで佐世保海軍工廠で行われた。
第二水雷戦隊の戦闘詳報において「冬月」は「大豆油は問題なく使用できた」と報告している。また各艦含めて戦訓がまとめられたが、水中爆傷を防ぐため腹巻の有効性も確認された。

### 第三十一戦隊
1945年（昭和20年）4月20日、大本営は第二水雷戦隊解隊を解隊し、残存駆逐艦を第三十一戦隊（司令官鶴岡信道少将、旗艦「花月」）に編入した。また第二艦隊の解隊により、第三十一戦隊と第十一水雷戦隊は連合艦隊附属となる。連合艦隊は第三十一戦隊もしくは十一水戦による突入作戦を計画中であったという。
5月20日、小沢治三郎中将（海軍総司令長官、連合艦隊司令長官兼務）は第三十一戦隊、駆逐艦「夏月」、軽巡「北上」、駆逐艦「波風」で海上挺進部隊（略号、KTB、司令官・鶴岡信道少将〔第三十一戦隊司令官〕）を編成した。内海西部に配置された海上挺進部隊の任務は、邀撃奇襲作戦と作戦輸送であった（GB電令作第41号）。
同日付で第41駆逐隊に「宵月」が編入された。
5月25日には「夏月」が第41駆逐隊に編入され、同日付で第41駆逐隊は第七艦隊（司令長官岸福治中将）の指揮下に入り、関門海峡と対馬海峡方面の哨戒に任じた。6月1日に門司に回航された。B-29の機雷封鎖戦術（飢餓作戦）により「冬月」の行動も制限され、航行した後に爆発した機雷もあったという。
7月5日、「涼月」は第41駆逐隊から除籍され予備艦となった。
7月23日夜、「冬月」は関門海峡への機雷投下作戦で飛来したB-29の編隊に対して対空射撃を行い、そのうちの1機を撃墜した。夜間対空戦闘で1機を撃墜、1名を捕虜にしたとされる。
8月15日、終戦の日に第17駆逐隊は解隊され、同隊所属だった陽炎型駆逐艦雪風が第41駆逐隊に編入された。「冬月」は玉音放送を門司港で迎えた。8月20日、呉へ移動を命じられ、門司を出港する。曳船で埠頭から離れたたところ、直後に触雷して5名が戦死、負傷者多数。後部兵員室より後方を亡失し、航行不能となった。
9月20日付で第四予備艦となり、11月20日に除籍。
1946年（昭和21年）2月25日、「冬月」は特別輸送艦に指定された が復員輸送に従事せず工作設備を搭載して工作艦となり、掃海部隊の支援任務に就いた。門司港は機雷掃海艦の一大拠点だった。
任務終了後の1947年（昭和22年）秋頃、「冬月」は佐世保へ回航されて、その後は同地で「涼月」と共に係留された。10月15日、防波堤沈設のため払下げの通達が出される。
1948年（昭和23年）3月1日から5月3日にかけて、旧佐世保海軍工廠の佐世保船舶工業で一部を解体後（上部構造物を撤去）、「冬月」の船体は「涼月」「柳」とともに福岡県北九州市若松区若松港の防波堤として利用された。現地では軍艦防波堤と呼ばれたが、その後埋められた。現在は響灘臨海工業団地内の若松運河出口付近に、「柳」の船体の一部と案内板を見ることができる。一方、「冬月」と「涼月」の船体は完全に埋め立てられていて、確認することは出来ない。

## 歴代艦長
※脚注なき限り『艦長たちの軍艦史』358頁による。

### 艤装員長
1. （臨時）横田保輝 少佐：1944年4月21日[48] - 1944年5月5日[51]（本職：第十戦隊司令部附）
2. 作間英邇 中佐：1944年5月5日[51] - 1944年5月25日[56]

### 駆逐艦長
（注）1945年12月20日以降は「艦長」。
1. 作間英邇 中佐：1944年5月25日[56] - 1945年3月1日[153]
2. 山名寛雄 中佐：1945年3月1日[153] - 1945年9月21日[253]、以後1946年3月1日まで艦長を置かず。
3. 山根灌 第二復員官/第二復員事務官：1946年3月1日[254] - 1946年4月16日[255]
4. 玉井吉秋 第二復員事務官：1946年4月16日[255] - 1946年4月26日[256]
5. 平山敏夫 第二復員事務官：1946年4月26日[256] - 1946年5月12日[257]
6. （兼）由川周吉 第二復員事務官/復員事務官：1946年5月12日[257] - 1946年12月23日[258] （本職：博多上陸地連絡所長→博多運航部長）